# Porotenus bibasiporulus
Porotenus bibasiporulus är en svampart som beskrevs av J.F. Hennen & Sotão 1996. Porotenus bibasiporulus ingår i släktet Porotenus och familjen Uropyxidaceae.   Inga underarter finns listade i Catalogue of Life.